# Marella Caracciolo di Castagneto
Pour les articles homonymes, voir Caracciolo et Castagneto (homonymie).
Marella Caracciolo di Castagneto est une princesse italienne née le 4 mai 1927 à Florence et morte le 23 février 2019 à Turin.
Elle est également collectionneuse d'art et mécène, veuve de l'industriel Giovanni Agnelli. Elle a souvent paru dans le magazine de mode Vogue. Elle a été nommée au International Best Dressed Hall of Fame List en 1963.

## Biographie
Appartenant à une vieille famille de la noblesse napolitaine, Marella Caracciolo di Castagneto est la fille du prince et diplomate Filippo Caracciolo di Castagneto et d'une Anglo-Américaine. Ses frères sont le patron de presse Carlo Caracciolo et le mécène Nicola Caracciolo. En 1953, elle épouse Giovanni Agnelli (1921-2003), héritier du groupe Fiat,.
Férue de photographie, Marella Agnelli, qui a fait ses études à Paris, a été l'assistante d'Erwin Blumenfeld à New York au début de sa carrière variée, ainsi que monteuse occasionnelle et contributrice photographique chez Vogue. En 1973, elle crée une ligne textile pour Abraham-Zumsteg, pour laquelle elle reçoit le prix Roscoe du Conseil des ressources (l'équivalent du prix Oscar du métier de designer) en 1977. L'amitié avec Jackie Kennedy la voit immortalisée à Capri et Amalfi, assiégée par les paparazzi . Passionnée de jardinage, Marella Agnelli est l'auteur de nombreux ouvrages sur le sujet et fournit également de nombreuses photographies. Deux de ses livres traitent du jardin de Ninfa (1999) et des jardins Agnelli de Villar Perosa (1998).
Plus récemment, elle a supervisé l’ouverture de la galerie d’art conçue par Renzo Piano, la Pinacoteca Giovanni e Marella Agnelli, construite sur le toit de l’ancienne usine Lingotto Fiat de Turin en Italie. La collection Agnelli comprend des œuvres de Picasso, Renoir, Canaletto, Matisse et Canova.
Elle forme un couple uni avec son mari, bien que la presse à scandale se soit fait l'écho des infidélités de ce dernier. Ils vivent entre leur duplex de Park Avenue à New York, Turin, leur chalet de Saint-Moritz, la villa Leopolda sur la Riviera et plus tard en Corse. Ils fréquentent de nombreuses personnalités, cultivant une amitié avec le couple Kennedy, Henry Kissinger ou encore Andy Warhol ; ce dernier fit d'ailleurs leur portrait. Par ailleurs, elle rompt amicalement avec Truman Capote, après qu'il a publié un livre de révélations sur des mondaines new-yorkaises, vivant cet évènement comme une trahison.
Elle doit supporter le suicide de leur fils Edoardo, puis des querelles financières avec sa fille Margherita, après la mort de Gianni. Elle est très proche de son petit fils John Elkann.
Elle décède le 23 février 2019. Le Monde la surnomme « la dernière reine d'Italie ».

## Distinction
- Ordre du mérite de la République italienne